# Stiria argyropolia
Stiria argyropolia là một loài bướm đêm trong họ Noctuidae.